# Danny Mann
Daniel "Danny" Mann, född 28 juli 1951, är en amerikansk röstskådespelare och skådespelare. Han har bland annat gjort flera röster i TV-serien The Transformers.